# Соціальні служби
Соціа́льні слу́жби — підприємства, установи та організації незалежно від форм власності і господарювання, а також громадяни, що надають соціальні послуги особам, які перебувають у складних життєвих обставинах та потребують сторонньої допомоги.